# 邪恶冥刻
《邪恶冥刻》是Daniel Mullins Games开发，Devolver Digital于2021年发行的Roguelike类牌组构筑游戏。游戏2021年首发于Windows平台，2022年登陆Linux、macOS、PlayStation 4、PlayStation 5、任天堂Switch平台。
游戏获得游戏开发者选择奖的2021年年度游戏奖，以及独立游戏节的谢默斯·麦克纳利大奖。